# Instituto Hebreo
El Instituto Hebreo Dr. Chaim Weizmann-Ort, ubicado en la comuna de Lo Barnechea en Santiago de Chile, es un establecimiento educacional privado que ofrece enseñanza trilingüe en hebreo, español e inglés. Fundado en 1930, el instituto es de los colegios judíos más relevantes de Chile, con una matrícula de cerca de 1500 estudiantes.
El colegio lleva el nombre del Dr. Chaim Weizmann, científico y primer presidente de Israel, y es parte de la red internacional de ORT. Se centra en entregar una educación que incluye tanto ámbitos académicos como el estudio de la cultura y tradiciones judías.
En términos de rendimiento académico, el Instituto Hebreo ha obtenido resultados destacados en la Prueba de Selección Universitaria (PSU), clasificándose en posiciones elevadas a nivel nacional en Chile. En el año 2020, el colegio se situó en el primer lugar de Chile según los resultados de la PSU.
Su enfoque en la enseñanza de tecnología e innovación está basada en los principios de la organización internacional ORT.

## Historia
La historia del Instituto Hebreo Dr. Chaim Weizmann-Ort comienza en 1930, en un momento en que la comunidad judía en Chile buscaba crear un espacio educativo dedicado a sus tradiciones y valores. 

## Egresados destacados
- Diana Arón.
- Rodrigo Hinzpeter.
- Vivi Kreutzberger.
- Sergio Melnick.
- Lily Pérez.
- Alex Zisis.
- Yasna Lewin.
- Julián Elfenbein.
- Mauricio Israel.
- Leonardo Farkas